# Бикове (Курська область)
Бикове (рос. Быково) — село в Горшеченському районі Курської області Російської Федерації.
Населення становить 385 осіб. Входить до складу муніципального утворення Биковська сільрада.

## Історія
Населений пункт розташований на території українського етнічного та культурного краю Східна Слобожанщина.
Від 2004 року входить до складу муніципального утворення Биковська сільрада.

## Населення
| 2002 | 2010 |
| ---- | ---- |
| 491  | ↘385 |